# 特尔温吉人
特尔温吉人是公元3世纪至4世纪生活在多瑙河下游北部德涅斯特河以西的哥特民族，他们与格鲁森尼人联系密切，与罗马帝国有重要互动。他们构成了公元376年穿越多瑙河的哥特人的主体，是西哥特人的祖先之一。首领菲列德根在阿德里安堡战役中击败罗马帝国。